# Castelletto d'Erro
Castelletto d'Erro är en ort och kommun i provinsen Alessandria i regionen Piemonte i Italien. Kommunen hade 149 invånare (2018).